# 자민우드역
자민우드역(몽골어: Замын-Үүд өртөө)은 몽골의 남부 도시 자민우드에 위치한 철도역으로, 몽골 종단 철도에 위치한다. 이 역은 또한 몽골에서 중국으로 들어가거나, 중국에서 몽골로 들어가는 최초의 역으로, 중국의 얼롄 역(二连站)과 연결되어 있다.

## 인접역
- 몽골 종단 철도
  - 사인샨드(울란우데 방면) - 자민우드 - 얼롄(지얼 철로로 연결)

## 같이 보기
- 몽골 종단 철도